# Unorthodox Jukebox
Unorthodox Jukebox – płyta Bruno Marsa wydana 6 grudnia 2012 przez Atlantic Records. Piosenką promującą album jest "Locked Out Of Heaven". Kolejnymi singlami okazały się utwory "When I Was Your Man" oraz "Treasure".

## Lista utworów
1. Young Girls
2. Locked Out of Heaven
3. Gorilla
4. Treasure
5. Moonshine
6. When I Was Your Man
7. Natalie
8. Show Me
9. Money Make Her Smile
10. If I Knew